# Godhead
Godhead ist eine US-amerikanische Rockband aus Washington, D.C., die Anfang der 1990er Jahre unter diesem Namen gegründet wurde, sich in Blind umbenannte und wieder zum ursprünglichen Namen zurückkehrte.

## Geschichte
Die Band wurde Anfang der 1990er Jahre von dem Gitarristen und Sänger Jason C. Miller und dem Schlagzeuger Nathan Camfiord unter dem Namen Godhead gegründet. Letzterer wünschte eine Umbenennung in Blind, schied aber schon bald aus. Er wurde durch Dwayne Reid ersetzt, außerdem kam Bruce Brandstatter als Bassist hinzu. Ihren ersten Auftritt hielt die Gruppe im April 1992 ab. Für ein Demo, das Drew Mazurek produzierte, kam John Pettit als Schlagzeuger zur Besetzung. Für über ein Jahr hielt die Band Auftritte in den USA ab. Daraufhin unterzeichnete die Band einen Vertrag bei Marlboro Music. Im März 1994 begab sich die Band mit dem Produzenten Warren Croyle ins Studio, um Lieder für den Sampler America Now aufzunehmen. Die Musiker mussten feststellen, dass es bereits eine deutsche Band mit dem Namen „Blind“ gab, woraufhin sie ihren Namen „Godhead“ reaktivierten.
Unter neuem Namen folgten weitere Auftritte in den USA sowie in Deutschland. 1995 schloss sich das selbstbetitelte Debütalbum an und wurde auf dem Foundations Forum beworben. Das Album war bereits im Jahr zuvor aufgenommen worden. Vor einer anstehenden Europatournee führte Marlboro Music Danny Reibez als Gitarristen in die Besetzung ein, sodass sich Miller allein auf den Gesang konzentrieren konnte. Für die Tour durch Europa, die 1996 mit Ugly Mus-Tard abgehalten wurde, kam Mike Miller als zweiter Gitarrist hinzu. Danach unterzeichnete die Band einen Plattenvertrag bei Sol 3 Records, während Brandstatter durch Ulrich „The Method“ Hepperlin ersetzt wurde. Bei diesem Label erschien 1997 das Album Nothingness. Bereits 1998 folgte das nächste Album Power Tool Stigmata, das von Richard Gotterhrer produziert worden war. Darauf ist James O’Connor als Schlagzeuger zu hören. Danach ging die Gruppe mit Christian Death auf Tournee, während sie sich nach einem neuen Label umsah. Godhead unterstützte Marilyn Manson bei seinen US-Auftritten auf seiner Guns, God and Government Tour. Dieser nahm die Band als erstes bei seinem Label Posthuman Records unter Vertrag. Manson und Twiggy Ramirez sowie Reeves Gabrels steuerten Gastbeiträge zum 2001er Album 2000 Years of Human Error bei, das von Danny Saber produziert und von John X Volaitis abgemischt wurde. Von dem Album setzten sich rund 100.000 Kopien ab. Hierauf befindet sich unter anderem eine Coverversion des Beatles-Liedes Eleanor Rigby, des Weiteren eine überarbeitete Version von Power Tool Stigmata. Eleanor Rigby und das Lied The Reckoning wurden auf MTV und verschiedenen Radiosendern ausgestrahlt. Eleanor Rigby wurde zudem mehrfach von verschiedenen Künstlern geremixt. Die Band konnte ihre Bekanntheit erheblich steigern, indem sie in den Soundtracks zu Blair Witch 2, Wes Craven präsentiert Dracula und Königin der Verdammten zu hören war. Zudem wurden Konzerte mit Static-X, Rammstein, Mudvayne und Disturbed abgehalten. 2001 nahm die Band am Ozzfest teil. Im November und Dezember schlossen sich mit dem neuen Schlagzeuger Tom Z Auftritte mit Pigface und Gravity Kills an.
Im Juli 2003 erschien das Album Evolver, das von Warren Croyle und Joe Floy produziert worden war. Als Gastmusiker sind Reeves Gabrels und Wayne Static zu hören. Von dem Album setzten sich auch etwa 100.000 Stück ab. Im selben Jahr wurde aus diesem Album die Single The Hate in Me ausgekoppelt, die vor allem auf MTV2 verstärkt gespielt wurde. Das Lied Far Too Long wurde in NFL Today auf CBS gespielt. Nach den Aufnahmen zum Album kam der ehemalige Static-X-Schlagzeuger Ken Jay als neues Mitglied zur Besetzung. Die neue Besetzung sollte ihre ersten Auftritte auf der Europatournee von Paradise Lost abhalten. Die Gruppe musste jedoch ihre Teilnahme absagen, da Jay erkrankte. Mit dem ehemaligen Evanescence-Gitarristen Ben Moody schrieb die Band 2004 an neuem Material. Nachdem es länger um die Band still geworden war, erschien 2006 das Album The Shadow Line. Hierauf ist Glendon Crain als Schlagzeuger enthalten. Als Single wurde Trapped in Your Lies ausgekoppelt. Nachdem eine Akustik-DVD in Hollywood aufgenommen worden war, ging es mit American Head Charge auf US-Tournee. Ende 2007 schloss sich die EP Unplugged an, die nur digital bei ITunes, Napster, Rhapsody, EMusic und Amazon.com erschien. Über Driven Music Group folgte im Oktober 2008 das Album At the Edge of the World. Hierauf ist mit Ty Smith erneut ein neuer Schlagzeuger enthalten. In ihrer Karriere trat die Band unter anderem auch zusammen mit GWAR und Genitorturers auf. 2014 wurde über Warrior Records The Shadow Realigned veröffentlicht, worauf 14 Remixes von 14 verschiedenen Produzenten enthalten sind. Zudem wurden drei bisher unveröffentlichte Lieder beendet und auf dem Tonträger platziert: The Heal, eine Coverversion des Depeche-Mode-Songs Never Let Me Down Again und God of Thunder, im Original von Kiss.

## Stil
laut.de befand, dass die Band Alternative Rock mit ein wenig Gothic Rock und Industrial-Samples vermischt. Auf Nothingness tendiere die Musik stärker Richtung Gothic Rock. The Shadow Line orientiere sich stärker am Mainstream, wodurch die Gruppe hierauf stärker wie eine Rockband klinge. Vergleichbar sei die Musik des Albums mit der von Alternative-Rock-Bands wie Stabbing Westward und Stone the Crow. At the Edge of the World sei ähnlich eingängig, jedoch weniger einfallsreich. Laut Kerry L. Smith von Allmusic spielt die Band eine Mischung aus aggressivem Industrial- und Gothic-Rock. Auf 2000 Years of Human Error thematisiere die Band ihre religiösen und sozialen Unzufriedenheiten. Joel McIver zog in seinem Buch =The Next Generation of Rock & Punk Nu-Metal einen Vergleich zu Fear Factory, die zuvor ebenfalls erfolgreich Metal-Regeln gebrochen hätte, indem man genreuntypisch stark elektronische Elemente verwendet habe. Ein starker Einfluss für die Band sei David Bowie gewesen, vor allem dessen Album Earthling. Christian Graf schrieb in seinem Nu Metal und Crossover Lexikon, dass die Band ähnlich wie Nine Inch Nails und Marilyn Manson „gesampelte Gitarren und Elektronik“ kombinieren. Zudem würden die Mitglieder als „radikale Programmier-Talente mit einem gelegentlichen Hang zu den gängigen Metal-Plattitüden“ gelten. Das Cover von Eleanor Rigby biete ein berechenbares „Wechselspiel zwischen martialischen Eruptionen, ruhigen Momenten bzw. zwischen Gothic und Industrial“.
Der Metal Hammer schrieb über das Debütalbum, dass die Band hierauf eine Mischung aus Punk, Metal und Gothic Rock spielt. Dabei gehe es der Band nicht um die Mischung von Stilen, „sondern um Rotzigkeit, Durchschlagskraft und die nötige Portion Weltschmerz“. Eine Ausgabe später schrieb Matthias Mineur schrieb in seiner Rezension zum selbstbetitelten Album, dass Jason Miller seine Musik als „Dark-Modern-Rock“ bezeichnet. Unterlegt werde die Musik mit Alternative Rock im Stil von Alice in Chains. Zudem verarbeite man Einflüsse aus dem Grunge und Folk-Rock-Einflüsse im Stil von R.E.M., Live oder den Crash Test Dummies. Das Album warte mit „pulsierenden Drums und der scharfkantigen Gitarre“ auf. Eine Ausgabe später schrieb Wolf Kohl in seinem Bericht zum Foundations Forum, dass die Band eine düster-elegische Mischung aus Gothic- und Alternative-Rock spielt. Millers Auftreten und Gestik sei eine Mischung aus Robert Smith und Marilyn Manson. Seine Stimme sei klassisch ausgebildet und reiche problemlos über vier Oktaven. In derselben Ausgabe rezensierte Markus Kavka Miller, welcher angab, dass er stark durch Gothic Rock der frühen 1980er Jahre beeinflusst wird. Zudem führte er erneut den selbstgeschaffenen Begriff „Dark-Modern-Rock“ an. Fünf Jahre später rezensierte Thorsten Zahn den Sampler zu Blair Witch 2. Godheads Beitrag The Reckoning sei eine Mischung aus stampendem Gothic Rock und Industrial. Ein Jahr später interviewte Zahn Jason Miller und bezeichnete die Band dabei als „Elektro-Metaller“ und merkte bei 2000 Years of Human Error eine klangliche Nähe zu Marilyn Manson an. Miller gab an, dass der Albumtitel etwas sozialkritisch sein soll: Der Titel beziehe sich auf die Bibel und, „dass jeder die Bibel falsch interpretiert und überhaupt nicht darauf achtet, dass dieses Buch ein toller Lebensratgeber sein kann.“ Laut Zahn vermischt Miller in den Texten intime Innenansichten mit persönlichen Kurzgeschichten, sodass es nicht nur um Themen wie Waffengewalt, Kirche und Staat gehe. In derselben Ausgabe rezensierte Zahn das Album und gab an, dass im Gegensatz zu den Vorgängern die rockigen Elemente in den Hintergrund treten und stattdessen elektronische Arrangements dominieren würden. Samples, Beats und Keyboards würden an die 1980er Jahre erinnern und Erinnerungen an Skinny Puppy, Joy Division und The Cure wachrufen. 2003 besprach Matthias Weckmann das Album Evolver. Es sein eine logische Entwicklung zum Vorgänger, biete organischen Rock mit Industrial-Rock- und New-Rock-Einflüssen. Die Musik beschrieb er als eine Mischung aus Zeromancer, den damals aktuellen Cold und gelegentlich Faith No More, sei jedoch nun weniger spontan und anarchisch. In der nächsten Ausgabe rezensierte Henning Richter Jason Miller. Laut Richter hat die Band anfangs eine Mischung aus Gothic Rock und Punk gespielt und baue inzwischen verstärkt elektronische Einflüsse ein. Miller merkte an, dass man automatisch durch Bands beeinflusst wird, mit denen man auf Tour ist. Vor allem seien sie durch Wayne Static und Reeves Gabrels beeinflusst worden. Über The Shadow Line schrieb Matthias Weckmann, dass es hierauf „Electro Metal“ zu hören gibt und sei dabei „[n]icht ganz so exzentrisch wie Marilyn Manson, melodiöser als Static-X und rockiger als Gravity Kills“. Zudem tendiere das Album stark zum Alternative Rock. Die Band setze noch auf knarzende Gitarren, während elektronisch Elemente eine untergeordnete Rolle spielen würden. Eine ähnliche Entwicklung hätten auch 30 Seconds to Mars auf ihrem Album A Beautiful Lie durchgemacht. In seiner Rezension zu At the Edge of the World schrieb Tobias Gerber, ebenfalls vom Metal Hammer, dass sich die Band auf dem Vorgänger noch in den Grenzbereichen zu New Rock und Industrial Rock bewegte. Die Songs seien nun weniger dynamisch und kaum abwechslungsreich, meist im mittleren Geschwindigkeitsbereich und weniger hart. Elektronische Einflüsse seien verschwunden. Insgesamt seien die Lieder radiofreundlicher.
Marcus Schleutermann meinte im Rock Hard, der Stil besehe aus Metal-, Grunge- und Gothic-Komponenten. Basis sei eine der Popmusik verpflichtete „Songwriting-Philosophie“. Selbst wenn Marilyn Manson mitmische, sei das Ergebnis eher für Fans von Nine Inch Nails, Stabbing Westward und KMFDM als Marilyn Manson geeignet.

## Diskografie

### Studioalben
- 1995: Godhead (Marlboro Music)
- 1997: Nothingness (Sol 3 Records)
- 1998: Power Tool Stigmata (Sol 3 Records)
- 2001: 2000 Years of Human Error (Posthuman Records)
- 2003: Evolver (Reality Entertainment)
- 2006: The Shadow Line (Cement Shoes Records)
- 2008: At the Edge of the World (Driven Music Group)

### Sonstige Alben
- 2004: Non-Stop Ride (Kompilation, Cleopatra Records)
- 2009: The Early Years (Kompilation, Eigenveröffentlichung)
- 2014: The Shadow Realigned (Remix-Album, Warrior Records)

### EPs
- 1995: The Club Tracks (Marlboro Music)
- 2007: Unplugged (Eigenveröffentlichung)

### Singles
- 1995: There You Go – The Answer (Marlboro Music)
- 1995: I Am (Marlboro Music)
- 2000: The Reckoning/Break You Down + Remixes (Posthuman Records/Priority Records)
- 2000: Break You Down (Posthuman Records)
- 2000: The Reckoning (Posthuman Records)
- 2001: Eleanor Rigby (Posthuman Records)
- 2001: Eleanor Rigby Remixed (Priority Records)